# Vasiuciîn, Rohatîn
Vasiuciîn (în ucraineană Васючин) este localitatea de reședință a comunei Vasiuciîn din raionul Rohatîn, regiunea Ivano-Frankivsk, Ucraina.

## Demografie
Componența lingvistică a localității Vasiuciîn
     Ucraineană (100%)
Conform recensământului din 2001, toată populația localității Vasiuciîn era vorbitoare de ucraineană (100%).